# 阿爾巴尼亞國家圖書館
阿爾巴尼亞國家圖書館是阿爾巴尼亞的國家圖書館，是該國最古老的文化機構之一。 阿爾巴尼亞國家圖書館位於該國首都地拉那， 創立於1920年， 1922年12月10日正式開館。